# Empetrichthys merriami
Empetrichthys merriami és una espècie extinta de peix de la família dels goodèids i de l'ordre dels ciprinodontiformes. Els mascles podien assolir 5 cm de longitud total. Era un peix d'aigua dolça, de clima subtropical i bentopelàgic. Es trobava a Nevada (Estats Units). Era inofensiu per als humans.